# Patsy Calton
Patsy Calton, född 19 september 1948, död 29 maj 2005, var en brittisk liberaldemokratisk politiker. Hon var parlamentsledamot för valkretsen Cheadle från valet 2001 till sin död. Hon besegrade då med endast 33 rösters övervikt Stephen Day från Konservativa partiet. Hon kandiderade även i valen 1997 och 1992. Tidigare var hon lokalpolitiker i Stockport.
Patsy Calton hade en examen i biokemi från UMIST och hade arbetat som lärare i kemi i skolor i Greater Manchester. 